# Шяркилампи
Шяркилампи — пресноводное озеро на территории Юшкозерского сельского поселения Калевальского района Республики Карелии.

## Общие сведения
Площадь озера — 1,4 км². Располагается на высоте 167,8 метров над уровнем моря.
Форма озера лопастная, продолговатая: оно вытянуто с северо-запада на юго-восток. Берега преимущественно каменисто-песчаные.
Из залива на юго-восточной стороне озера вытекает ручей Шяркиоя, впадающий в озеро Среднее Куйто.
Код объекта в государственном водном реестре — 02020000811102000004906.